# Alessandro Caparco
Alessandro Caparco (Moncalieri, 7 settembre 1983) è un allenatore di calcio ed ex calciatore italiano, preparatore dei portieri della Dinamo Bucarest.

## Carriera

### Giocatore
Muove i suoi primi passi nelle giovanili della Juventus. In seguito passa prima al Moncalieri, e poi al Torino. Nel 2002 viene tesserato dall'Ivrea, in Serie D, con cui disputa sei campionati. Il 30 luglio 2008 passa a titolo definitivo al Grosseto, sottoscrivendo un contratto triennale. Esordisce in Serie B il 13 settembre in Sassuolo-Grosseto (4-0), subentrando al 26' al posto di Mariano Stendardo per sopperire all'espulsione di Paolo Acerbis. Scende quindi tra i pali da titolare la settimana seguente contro il Parma. Conclude la stagione con 7 presenze e 10 reti al passivo.
La stagione seguente - a causa di alcuni infortuni occorsi all'estremo difensore titolare Acerbis - trova più spazio in campo. Il 24 aprile, al termine di Grosseto-Lecce (0-3), viene messo fuori rosa dal presidente Piero Camilli per aver risposto con un sorriso ad una battuta dell'allenatore avversario De Canio.
L'11 settembre 2010 viene ceduto a titolo definitivo al Târgu Mureș, in Romania. Esordisce in Liga I il 4 ottobre seguente in Victoria Brănești-Târgu Mureș (0-0). Chiude l'annata con 5 apparizioni e 5 reti incassate.
A gennaio 2014 viene tesserato dal CSMS Iași, con cui conquista la promozione in Liga I. Il 5 marzo 2016, nel corso di CSMS Iași-CFR Cluj (0-2), si rende protagonista di una tripla respinta sulla linea di porta, che lo rende celebre sul web.

### Allenatore
Il 31 dicembre 2020 viene nominato preparatore dei portieri del Voluntari.

## Statistiche

### Presenze e reti nei club
Statistiche aggiornate al 26 maggio 2019.
| Stagione                 | Squadra                  | Campionato               | Campionato | Campionato | Coppe nazionali | Coppe nazionali | Coppe nazionali | Coppe continentali | Coppe continentali | Coppe continentali | Altre coppe | Altre coppe | Altre coppe | Totale | Totale |
| Stagione                 | Squadra                  | Comp                     | Pres       | Reti       | Comp            | Pres            | Reti            | Comp               | Pres               | Reti               | Comp        | Pres        | Reti        | Pres   | Reti   |
| ------------------------ | ------------------------ | ------------------------ | ---------- | ---------- | --------------- | --------------- | --------------- | ------------------ | ------------------ | ------------------ | ----------- | ----------- | ----------- | ------ | ------ |
| 1999-2000                | Juventus                 | A                        | 0          | 0          | CI              | 0               | 0               | Int+CU             | 0                  | 0                  | -           | -           | -           | 0      | 0      |
| 2000-2001                | Moncalieri               | C2                       | 0          | 0          | CI-C            | 0               | 0               | -                  | -                  | -                  | -           | -           | -           | 0      | 0      |
| 2001-2002                | Torino                   | A                        | 0          | 0          | CI              | 0               | 0               | -                  | -                  | -                  | -           | -           | -           | 0      | 0      |
| 2002-2003                | Ivrea                    | D                        | 34+2       | -29 + -2   | CI-D            | 0               | 0               | -                  | -                  | -                  | -           | -           | -           | 36     | -31    |
| 2003-2004                | Ivrea                    | C2                       | 4          | -2         | CI-C            | 0               | 0               | -                  | -                  | -                  | -           | -           | -           | 4      | -2     |
| 2004-2005                | Ivrea                    | C2                       | 8          | -8         | CI-C            | 7               | -9              | -                  | -                  | -                  | -           | -           | -           | 15     | -17    |
| 2005-2006                | Ivrea                    | C2                       | 32+3       | -21 + -3   | CI-C            | 2               | -2              | -                  | -                  | -                  | -           | -           | -           | 37     | -26    |
| 2006-2007                | Ivrea                    | C1                       | 20+2       | -27 + -1   | CI+CI-C         | 1+0             | -3              | -                  | -                  | -                  | -           | -           | -           | 23     | -31    |
| 2007-2008                | Ivrea                    | C2                       | 30         | -36        | CI-C            | 2               | -2              | -                  | -                  | -                  | -           | -           | -           | 34     | 9      |
| Totale Ivrea             | Totale Ivrea             | Totale Ivrea             | 128+7      | -123 + -6  |                 | 12              | -16             |                    | -                  | -                  |             | -           | -           | 147    | -145   |
| 2008-2009                | Grosseto                 | B                        | 7          | -10        | CI              | 0               | 0               | -                  | -                  | -                  | -           | -           | -           | 7      | -10    |
| 2009-2010                | Grosseto                 | B                        | 12         | -19        | CI              | 1               | -2              | -                  | -                  | -                  | -           | -           | -           | 13     | -21    |
| Totale Grosseto          | Totale Grosseto          | Totale Grosseto          | 19         | -29        |                 | 1               | -2              |                    | -                  | -                  |             | -           | -           | 20     | -31    |
| 2010-2011                | Târgu Mureș              | L1                       | 5          | -5         | CR              | 0               | 0               | -                  | -                  | -                  | -           | -           | -           | 5      | -5     |
| 2011-2012                | Târgu Mureș              | L1                       | 1          | -1         | CR              | 0               | 0               | -                  | -                  | -                  | -           | -           | -           | 1      | -1     |
| 2012-2013                | Târgu Mureș              | L2                       | 1          | 0          | CR              | 1               | 0               | -                  | -                  | -                  | -           | -           | -           | 2      | 0      |
| 2013-gen. 2014           | Târgu Mureș              | L2                       | 9          | -5         | CR              | 1               | 0               | -                  | -                  | -                  | -           | -           | -           | 10     | -5     |
| Totale Târgu Mureș       | Totale Târgu Mureș       | Totale Târgu Mureș       | 16         | -11        |                 | 2               | 0               |                    | -                  | -                  |             | -           | -           | 18     | -11    |
| gen.-giu. 2014           | CSMS Iași                | L2                       | 8+7        | -2 + -5    | CR              | -               | -               | -                  | -                  | -                  | -           | -           | -           | 15     | -7     |
| 2014-2015                | CSMS Iași                | L1                       | 15         | -28        | CR+CdL          | 0+3             | -5              | -                  | -                  | -                  | -           | -           | -           | 18     | -33    |
| 2015-2016                | CSMS Iași                | L1                       | 4+2        | -6 + -2    | CR+CdL          | 1+1             | -1 + -1         | -                  | -                  | -                  | -           | -           | -           | 8      | -10    |
| 2016-2017                | CSMS Iași                | L1                       | 9+3        | -12 + -1   | CR+CdL          | 1+1             | 0 + -1          | UEL                | 0                  | 0                  | -           | -           | -           | 14     | -14    |
| Totale CSMS Iași         | Totale CSMS Iași         | Totale CSMS Iași         | 36+12      | -48 + -8   |                 | 7               | -8              |                    | 0                  | 0                  |             | -           | -           | 55     | -64    |
| 2017-2018                | Concordia Chiajna        | L1                       | 9+12       | -15 + -14  | CR              | 1               | -3              | -                  | -                  | -                  | -           | -           | -           | 22     | -32    |
| 2018-2019                | Concordia Chiajna        | L1                       | 14+3       | -27 + -3   | CR              | 0               | 0               | -                  | -                  | -                  | -           | -           | -           | 17     | -30    |
| Totale Concordia Chiajna | Totale Concordia Chiajna | Totale Concordia Chiajna | 23+15      | -42 + -17  |                 | 1               | -3              |                    | 0                  | 0                  |             | -           | -           | 39     | -62    |
| Totale carriera          | Totale carriera          | Totale carriera          | 256        | -284       |                 | 23              | -29             |                    | 0                  | 0                  |             | -           | -           | 279    | -313   |

## Palmarès

### Club

#### Competizioni giovanili
- Campionato Giovanissimi Nazionali: 1

Juventus: 1997-1998

#### Competizioni nazionali
- Campionato italiano di Serie D: 1

Ivrea: 2002-2003 (Girone B)
- Liga II: 1

CSMS Iași: 2013-2014 (Girone A)